# Sphecius antennatus
Sphecius antennatus  (лат.) — вид песочных ос рода Sphecius из подсемейства Bembicinae (триба Gorytini).
Палеарктика: от Европы до Китая и Монголии. 
Осы среднего размера (самки 20-26 мм, самцы 15-21 мм). Тело чёрное с жёлтым рисунком, ноги светлые; задние бёдра чёрные. На задних углах среднеспинки небольшие вогнутые участки. Медиальная жилка заднего крыла начинается около конца анальной ячейки. На боках среднегруди развиты эпикнемиальные кили, соединяющиеся вместе в нижней её части. Гнездятся в земле. Ловят мелких цикадок. Вид был впервые описан в 1877 году российским и польским энтомологом и генералом Октавием Ивановичем Радошковским (1820—1895).